# ويزلي ديوك لي
ويزلي ديوك لي (بالبرتغالية: Wesley Duke Lee‏) هو رسام برازيلي، ولد في 21 ديسمبر 1931 في ساو باولو في البرازيل، وتوفي بنفس المكان في 12 سبتمبر 2010 بسبب مرض آلزهايمر.

## وصلات خارجية
- ويزلي ديوك لي على موقع IMDb (الإنجليزية)
- ويزلي ديوك لي على موقع قاعدة بيانات الفيلم (الإنجليزية)